# 스가오촌 (이바라키현)
스가오촌(菅生村)은 군구정촌편제법 이전부터 1956년 4월 1일까지 존재했던 이바라키현 기타소마군의 촌이다 현재의 조소시 남서부에 해당한다.

## 지리
기타소마군 서부, 군의 북단에 위치한 촌이다. 구 기타소마군 중 기누가와강 서안에 존재했던 3개의 촌(1889년 이전에는 4개의 촌) 중 하나이며, 구 마을 구역의 서쪽에는 스가노누마가 있다. 현재 지명으로 보면 조소시에 해당한다.

## 역사
1954년 3월 시점에는 기타소마군의 기누가와강 서안에 위치한 3개의 촌(우치모리야촌, 사카테촌, 스가오촌)의 합병안이 제시되었으나, 같은 해 6월 17일에는 우치모리야촌, 기누강 동쪽 기슭의 오기누촌과의 합병안으로 변경되었다(사카테촌은 같은 해 7월에 미즈카이도시에 편입). 그 후 추가 변경이 이루어져, 스가오촌은 우치모리야촌과 함께 미즈카이도시에 편입되는 안이 제시되었다. 그러나 스가오촌에서는 모리야정이 미즈카이도시보다 재정이 건전한 점, 모리야정은 미즈카이도시보다 농촌의 색채가 강해 건전한 농촌 건설을 할 수 있다고 생각하는 점 등을 들어 모리야정과의 합병을 요구하는 사람이 일정 수 있었고, 미즈카이도시와의 합병안이 구체화됨에 따라 '모리야정 합병추진동맹'이 결성되었다. 가 결성되어 모리야정과의 합병을 요구하는 운동이 일어났다. 결국, 앞서 편입된 구 사카테촌을 포함한 기타소마군의 기누가와강 서안 3개 마을은 '기누가와 서산가무라'로 불리며 일체성을 유지하고 있었다는 점과 분리해야 할 만큼의 이유가 존재하지 않는다는 이유로 경계 변경을 해서는 안 된다는 결론이 내려져, 1956년 4월 1일 구 유키군을 중심으로 구성된 미즈카이도시 중심으로 구성되어 있던 미즈카이도시(水海道市, 常総市)에 편입되었다. 또한, 설령 3개 마을이 2개의 시마치(市町)로 분리되더라도 스가오촌에서는 조합이 설립한 기쿠니시(絹西)중학교에 통학시키고 싶다는 희망이 존재했다. 현재 구 기타소마군 중 기누가와강 서안 3개 마을에 해당하는 지역은 현서지역, 좌안은 현남지역으로 각각 다른 지역에 속해 있다. 
- 1185년 - 우치혼고와 신고로 나뉘어 있었으나 합병하여 우치모리야가 되었다.
- 1873년 6월 15일 - 폐번치현으로 인해 소마군이 지바현 소속이 되었다.
- 1878년 7월 22일 - 군구정촌편제법이 시행하여 소마군이 2개로 분할되어 기타소마군이 성립하였다
- 1889년 4월 1일 - 정촌제 시행에 수반해 기타소마군 스가와촌이 성립하였다.
- 1956년 4월 1일 - 우치모리야촌이 미즈카이도시에 편입되어, 스가오촌은 소멸하였다.

## 참고문헌
- 茨城県市町村合併史（茨城県総務部地方課 編）
- 水海道市の屋号と地名 2（昭和51年度水海道高齢者教室・水海道市編）